# 쉐보레 크루즈
쉐보레 크루즈(Chevrolet Cruze)는 한국GM이 만들어 판매했었던 전륜구동 방식의 준중형 승용차이다.

## 소형 해치백

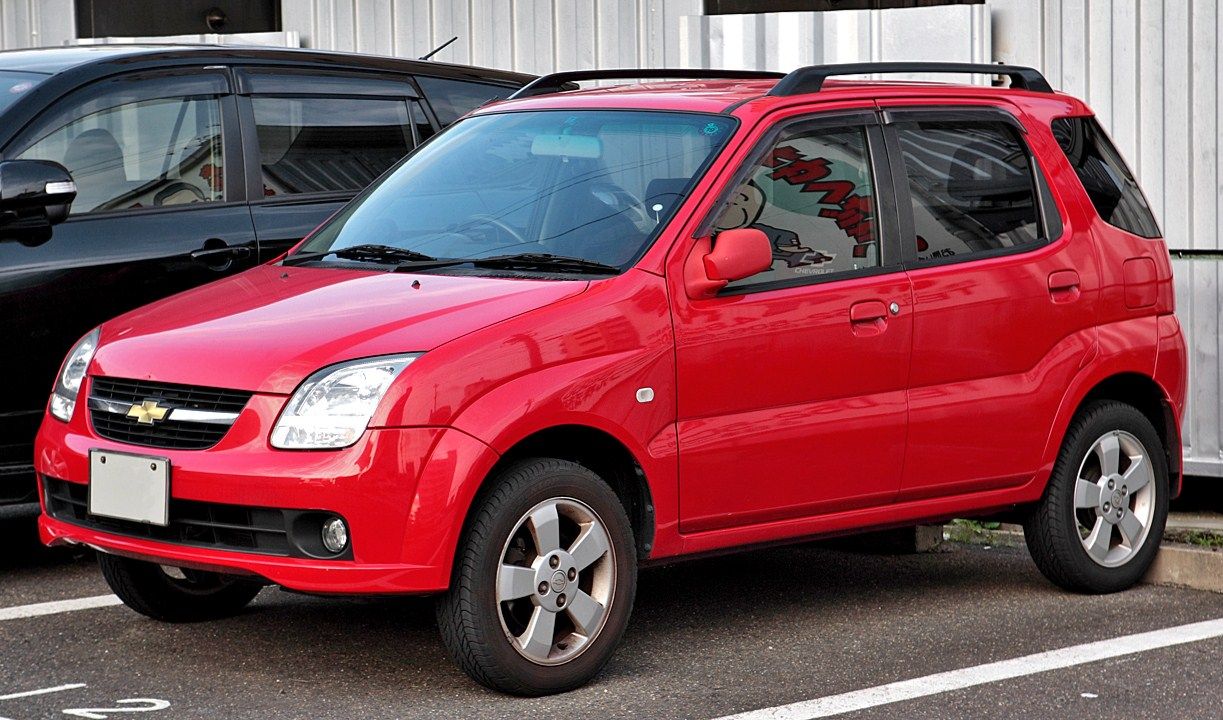
쉐보레 크루즈 정측면

2001년 출시되었다.

## 1세대(J300)

### 크루즈(2011년2월~2015년1월)

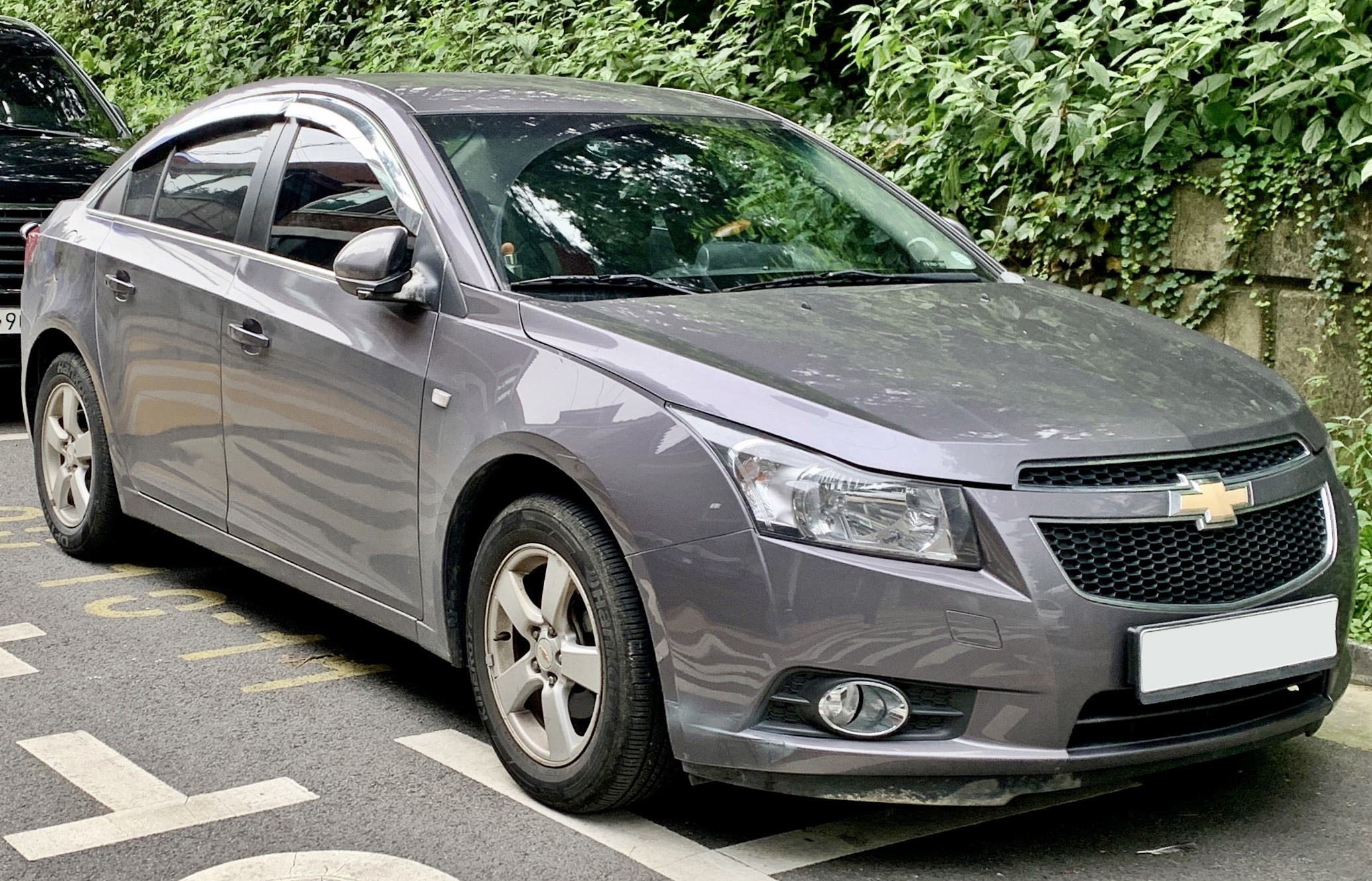
쉐보레 크루즈 정측면

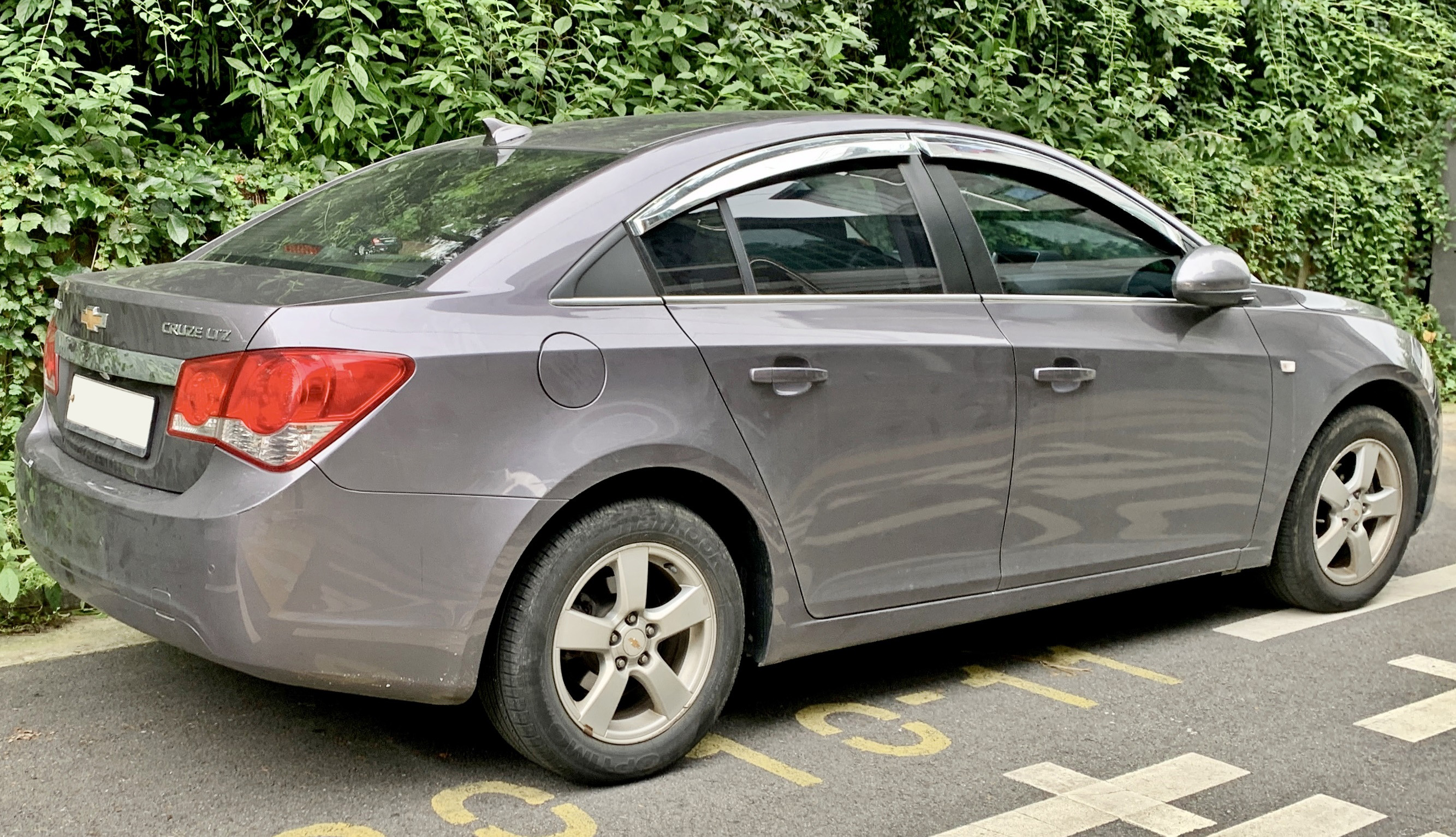
쉐보레 크루즈 후측면

대한민국에서는 라세티 프리미어라는 차명으로 2008년 11월에 출시되었으며, 세계적으로는 쉐보레 브랜드 또는 홀덴 브랜드를 통해 크루즈라는 차명으로 판매된다. 미국에서는 코발트의 후속 차종으로 선보였다. 대한민국에서는 전라북도 군산시 소룡동에 있는 한국GM 공장에서 생산된다. 2011년 3월부터 GM대우의 회사명이 한국GM으로 변경되고, 쉐보레 브랜드를 도입하였다. 이에 따라 이미 대한민국 이외의 국가에서 크루즈라는 차명으로 판매되는 기존의 라세티 프리미어의 차명이 대한민국에서도 크루즈로 변경되었다. 2011년 6월 1일에는 5도어 해치백 차종인 크루즈 5가 시판에 들어갔다. 2012년 2월 1일에는 17인치 블랙 알루미늄 휠과 블랙 가죽 시트, 리어 스포일러가 적용된 더 퍼팩트 블랙이 선보였다. 그해 3월에 개최된 제네바 모터쇼에서 스테이션 왜건이 선보였으나, 스테이션 왜건의 인기가 상대적으로 낮은 대한민국에서는 판매되지 않는 대신 해당 자리는 같은 플랫폼을 쓰는 미니밴인 올란도가 대신하고 있다.

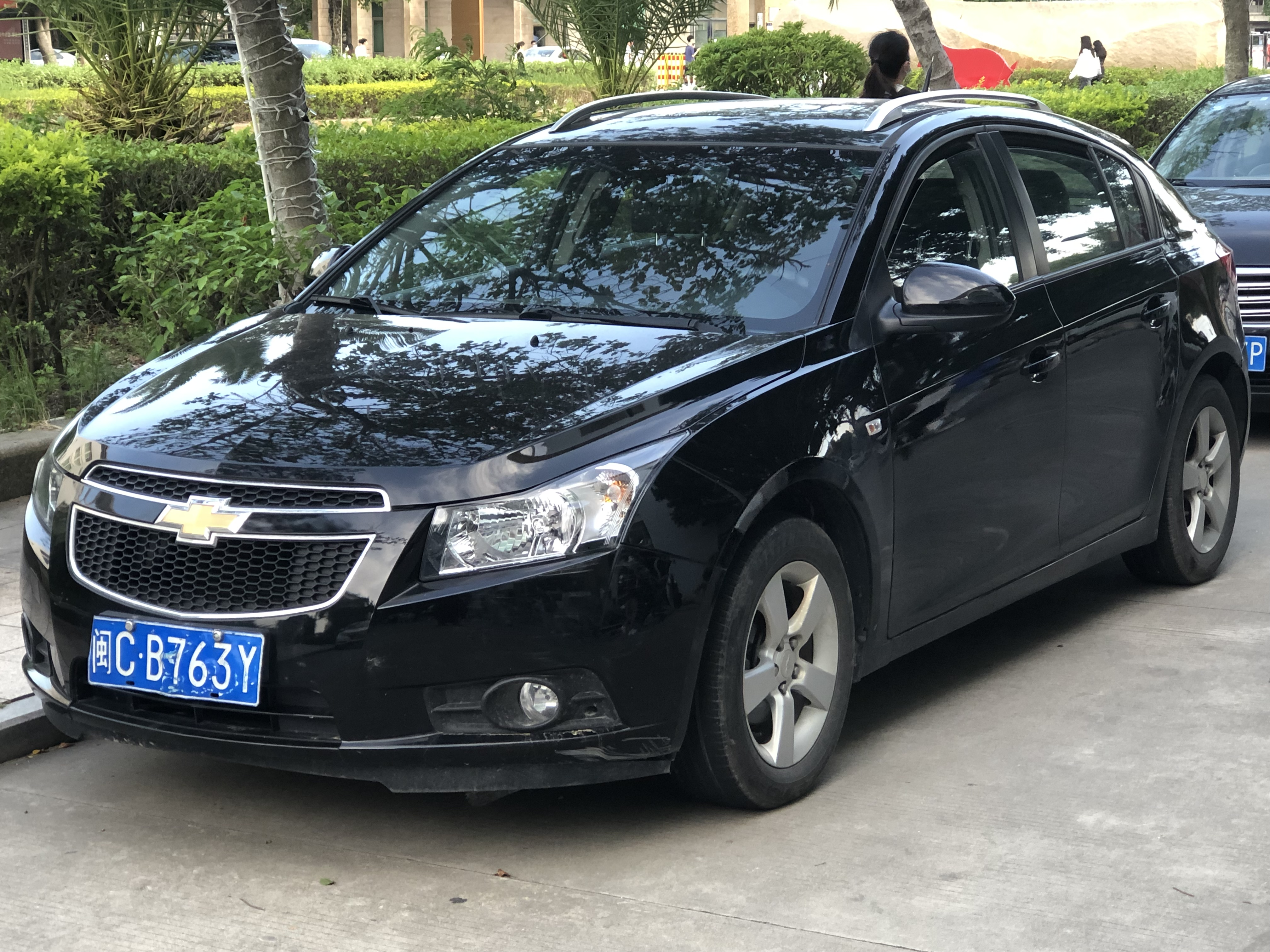
쉐보레 크루즈 5 정측면
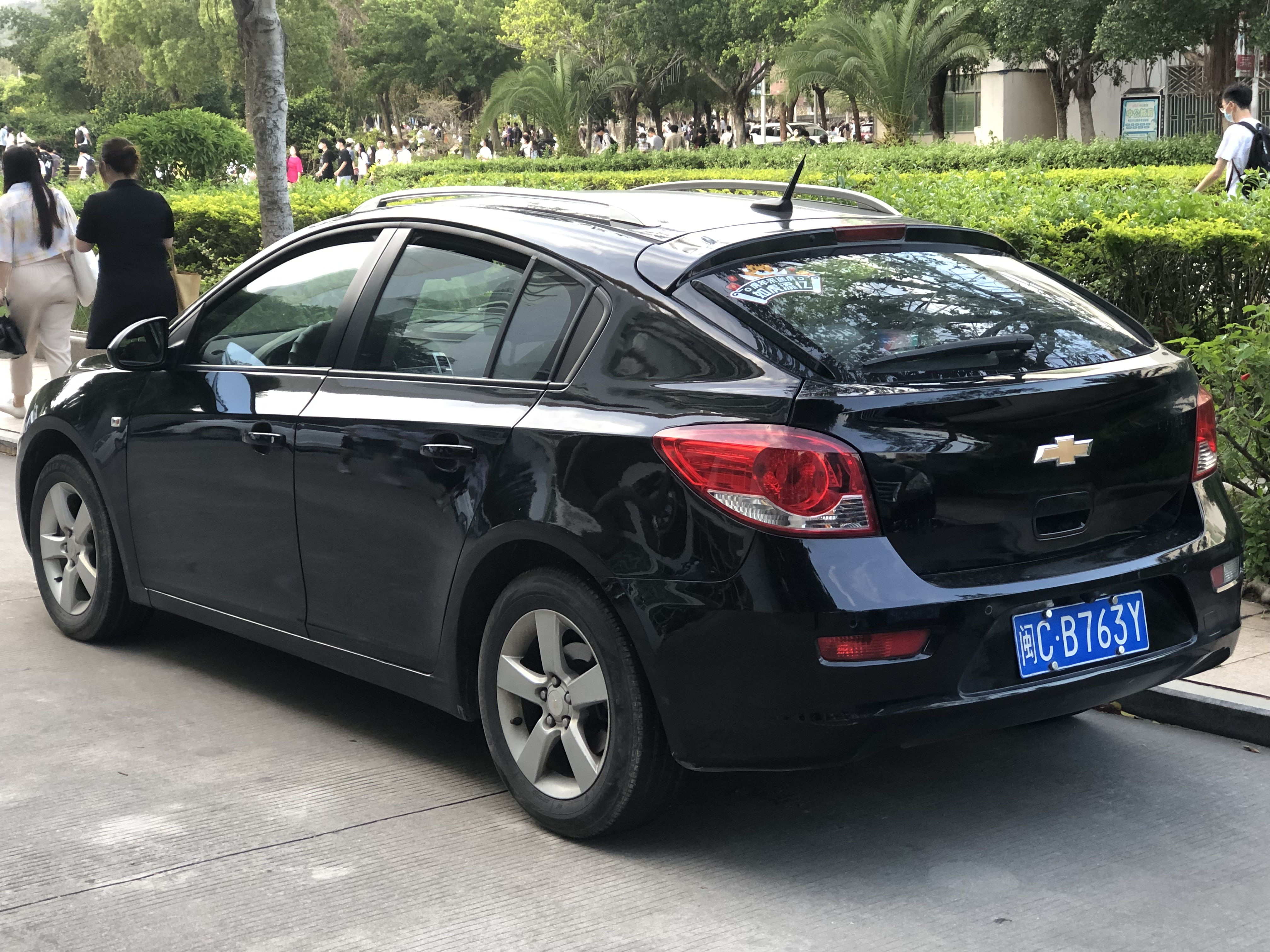
쉐보레 크루즈 5 후측면

#### 라인업

##### 크루즈(세단)
- 1.4 LT+ 래더패키지(가솔린 터보)
- 1.4 LTZ+(가솔린 터보)
- 1.4 LTZ+ 스타일패키지(가솔린 터보)
- 1.6 LT(가솔린)
- 1.6 LT+(가솔린)
- 1.6 LTZ(가솔린)
- 1.6 LTZ+(가솔린)
- 1.6 LTZ+ 더 퍼펙트 블랙(가솔린)
- 1.8 LS+(가솔린)
- 1.8 LT(가솔린)
- 1.8 LT+(가솔린)
- 1.8 LT+ 래더패키지(가솔린)
- 1.8 LT+ 스타일패키지(가솔린)
- 1.8 LTZ(가솔린)
- 1.8 LTZ+(가솔린)
- 1.8 LTZ+ 더 퍼펙트 블랙(가솔린)
- 1.8 LTZ+ 스타일패키지(가솔린)
- 2.0 LT(디젤)
- 2.0 LT+(디젤)
- 2.0 LT+ 래더패키지(디젤)
- 2.0 LTZ(디젤)
- 2.0 LTZ+(디젤)
- 2.0 LTZ+ 더 퍼펙트 블랙(디젤)

##### 크루즈 5(해치백)
- 1.4 LT+ 래더패키지(가솔린 터보)
- 1.4 LTZ+(가솔린 터보)
- 1.4 LTZ+ 스타일패키지(가솔린 터보)
- 1.8 LT(가솔린)
- 1.8 LT+(가솔린)
- 1.8 LT+ 래더패키지(가솔린)
- 1.8 LT+ 스타일패키지(가솔린)
- 1.8 LTZ(가솔린)
- 1.8 LTZ+(가솔린)
- 1.8 LTZ+ 더 퍼펙트 블랙(가솔린)
- 1.8 LTZ+ 스타일패키지(가솔린)
- 2.0 LTZ(디젤)
- 2.0 LTZ+(디젤)
- 2.0 LTZ+ 더 퍼펙트 블랙(디젤)

| 구분                 | 크루즈(세단) 1.4L 가솔린 터보                     | 크루즈(세단) 1.6L 가솔린       | 크루즈(세단) 1.8L 가솔린                                                                                       | 크루즈(세단) 2.0L 디젤 | 크루즈 5(해치백) 1.4L 가솔린 터보                 | 크루즈 5(해치백) 1.8L 가솔린                                                                                 | 크루즈 5(해치백) 2.0L 디젤                                           |
| -------------------- | ------------------------------------------------- | ------------------------------ | --- | --- | ------------------------------------------------- | --- | -------------------------------------------------------------------- |
| 전장 (mm)            | 4,605                                             | 4,600                          | 4,600(2011년~2013년) 4,605(2013년~2015년)                                                                      | 4,600(2011년~2013년) 4,605(2013년~2015년)                                                                                     | 4,515                                             | 4,510(2011년~2013년) 4,515(2013년~2015년)                                                                    | 4,510(2011년~2013년) 4,515(2013년~2015년)                            |
| 전폭 (mm)            | 1,790                                             | 1,790                          | 1,790 | 1,790 | 1,790                                             | 1,790 | 1,790                                                                |
| 전고 (mm)            | 1,475                                             | 1,475                          | 1,475 | 1,475 | 1,475                                             | 1,475 | 1,475                                                                |
| 축거 (mm)            | 2,685                                             | 2,685                          | 2,685 | 2,685 | 2,685                                             | 2,685 | 2,685                                                                |
| 윤거 (전, mm)        | 1,545                                             | 1,545                          | 1,545 | 1,545 | 1,545                                             | 1,545 | 1,545                                                                |
| 윤거 (후, mm)        | 1,560                                             | 1,560                          | 1,560 | 1,560 | 1,560                                             | 1,560 | 1,560                                                                |
| 승차 정원            | 5명                                               | 5명                            | 5명 | 5명 | 5명                                               | 5명 | 5명                                                                  |
| 변속기               | 자동 6단                                          | 수동 5단 자동 6단              | 자동 6단 | 수동 6단 자동 6단 | 자동 6단                                          | 자동 6단 | 자동 6단                                                             |
| 서스펜션 (전/후)     | 맥퍼슨 스트럿/토션 빔                             | 맥퍼슨 스트럿/토션 빔          | 맥퍼슨 스트럿/토션 빔                                                                                          | 맥퍼슨 스트럿/토션 빔 | 맥퍼슨 스트럿/토션 빔                             | 맥퍼슨 스트럿/토션 빔                                                                                        | 맥퍼슨 스트럿/토션 빔                                                |
| 구동 형식            | 전륜 구동                                         | 전륜 구동                      | 전륜 구동 | 전륜 구동 | 전륜 구동                                         | 전륜 구동 | 전륜 구동                                                            |
| 엔진 형식            | A14NET                                            | F16D4                          | F18D4 | Z20D1 | A14NET                                            | F18D4 | Z20D1                                                                |
| 연료                 | 가솔린                                            | 가솔린                         | 가솔린 | 디젤 | 가솔린                                            | 가솔린 | 디젤                                                                 |
| 배기량 (cc)          | 1,362                                             | 1,598                          | 1,796 | 1,998 | 1,362                                             | 1,796 | 1,998                                                                |
| 최고 출력 (ps/rpm)   | 130/4,900 (이후 140/6,000으로 변경)               | 124/6,400                      | 142/6,200 (이후 142/6,300으로 변경)                                                                            | 163/3,800 | 130/4,900 (이후 140/6,000으로 변경)               | 142/6,200 (이후 142/6,300으로 변경)                                                                          | 163/3,800                                                            |
| 최대 토크 (kg*m/rpm) | 20.4/3,200~3,600 (이후 20.4/3,000~4,500으로 변경) | 15.7/4,000                     | 17.8/3,800 (이후 18.0/3,800으로 변경)                                                                          | 36.7/1,750~2,750 | 20.4/3,200~3,600 (이후 20.4/3,000~4,500으로 변경) | 17.8/3,800 (이후 18.0/3,800으로 변경)                                                                        | 36.7/1,750~2,750                                                     |
| 연비 (km/L)          | 도심 11.2/고속 14.7/복합 12.6(자동 6단)           | 15.0(수동 5단)/ 13.0(자동 6단) | 13.7(자동 6단) (이후 도심 10.7/고속 15.4/복합 12.4(자동 6단), 도심 9.8/고속 13.7/복합 11.3(자동 6단)으로 변경) | 19.7(수동 6단)/ 15.9(자동 6단) (이후 도심 14.4/고속 18.4/복합 16.0(수동 6단)/ 도심 11.8/고속 17.6/복합 13.8(자동 6단)로 변경) | 도심 11.2/고속 14.7/복합 12.6(자동 6단)           | 13.7(자동 6단) (이후 도심 10.7/고속 15.4/복합 12.4(자동 6단), 도심 9.8/고속 13.3/복합 11.1(자동 6단)로 변경) | 15.9(자동 6단) (이후 도심 11.8/고속 17.6/복합 13.8(자동 6단)로 변경) |
| Co2 배출량 (g/km)    | 138(자동 6단)                                     | 155(수동 5단)/ 179(자동 6단)   | 171(자동 6단) (이후 140(자동 6단)으로 변경)                                                                    | 136(수동 6단)/ 170(자동 6단) (이후 122(수동 6단)/ 143(자동 6단)으로 변경)                                                     | 138(자동 6단)                                     | 171(자동 6단) (이후 140(자동 6단)으로 변경)                                                                  | 170(자동 6단) (이후 143(자동 6단)으로 변경)                          |

### 더 퍼팩트 크루즈(2012년6월~2015년1월)

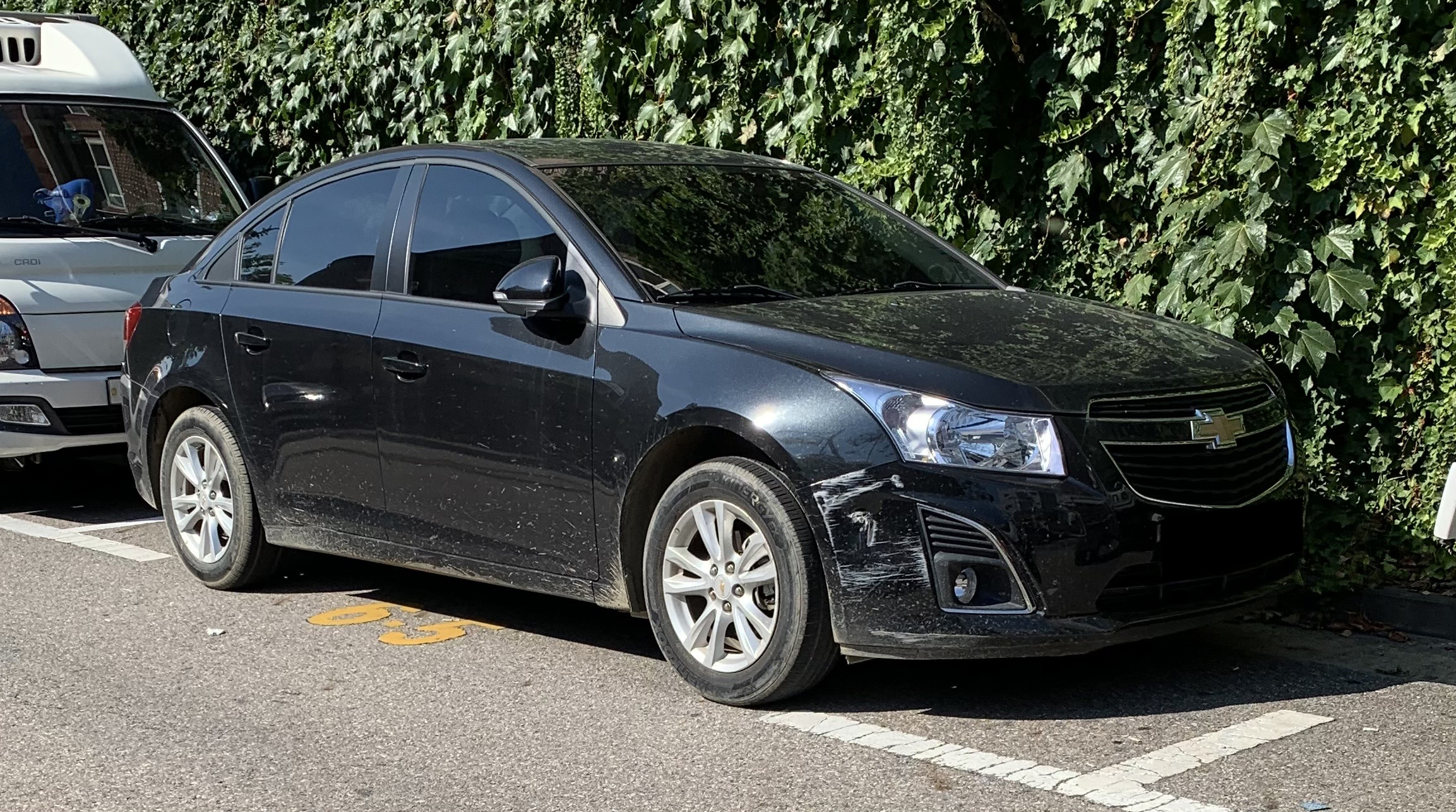
쉐보레 더 퍼팩트 크루즈 정측면

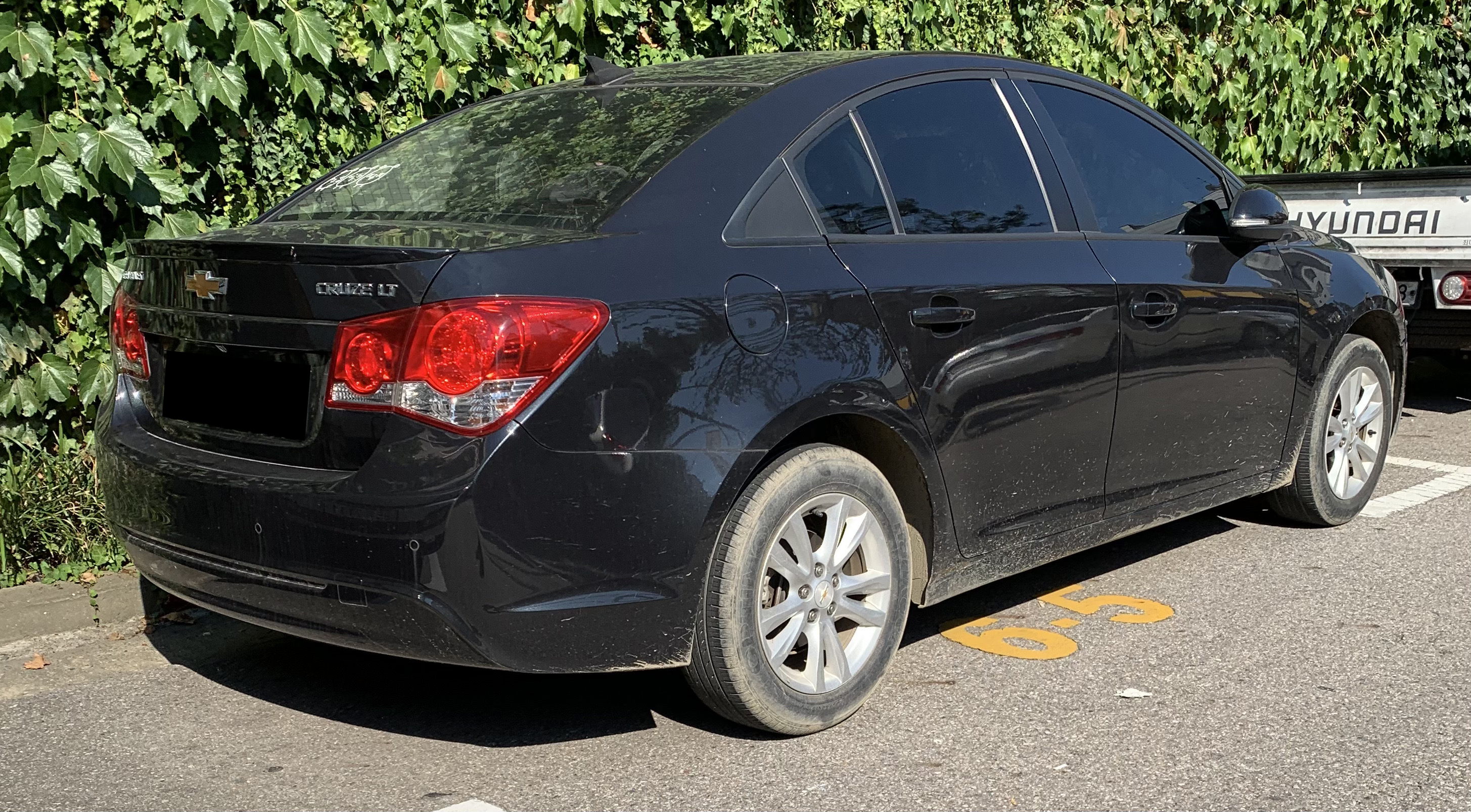
쉐보레 더 퍼팩트 크루즈 후측면

2012년 6월 4일에는 범퍼와 라디에이터 그릴의 디자인의 변경, 1.6L 가솔린 엔진의 삭제, 마이 링크 적용 등의 변화가 이뤄진 더 퍼펙트 크루즈가 출시되었다. 2013년 4월 17일에는 변속감이 향상된 차세대 GEN Ⅱ 6단 자동변속기와 방향 지시등 내장 아웃 사이드 미러 등이 적용된 2014년형을 선보였다. 같은 해 8월에는 대한민국에서의 판매량이 적은 6단 수동변속기가 단종되었고, 10월 18일에는 트랙스에 장착되는 1.4L 가솔린 터보 엔진이 장착된 크루즈 터보가 선보였다. 크루즈 터보의 최고 출력은 트랙스와 같은 140마력이 아닌 130마력으로 디튠되었다. 2014년 4월 14일에는 크롬 마감이 추가된 범퍼, 스포티한 사이드 스커트, 17인치 메탈 그레이 알루미늄 휠이 적용된 스타일 패키지가 추가되었다. 같은 해 10월 30일에 한국GM은 1.8L 가솔린 엔진의 공인 연비가 과장된 점을 국토교통부에 자진 신고했고, 공인 연비도 정정했다.

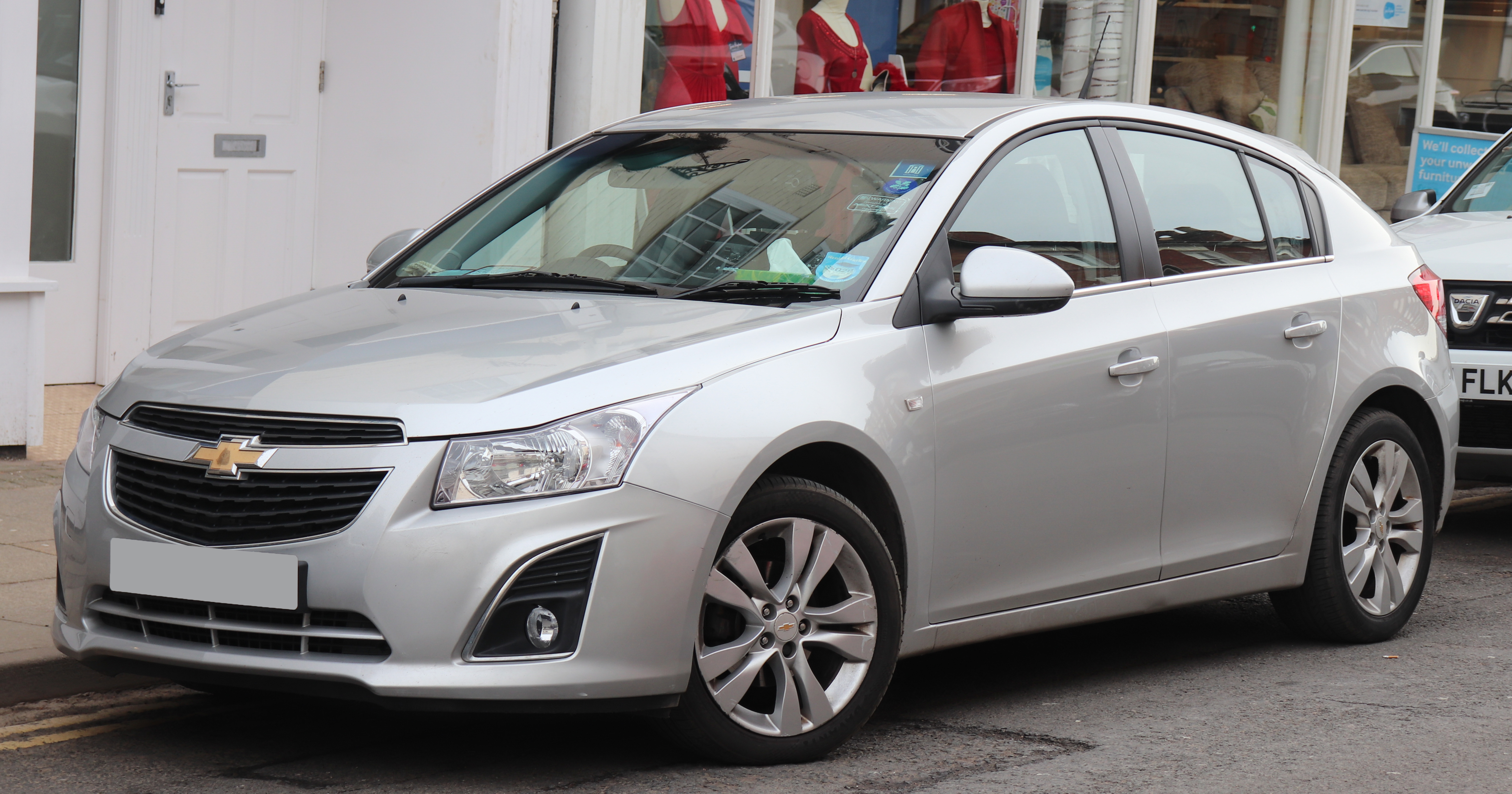
쉐보레 더 퍼팩트 크루즈 5 정측면
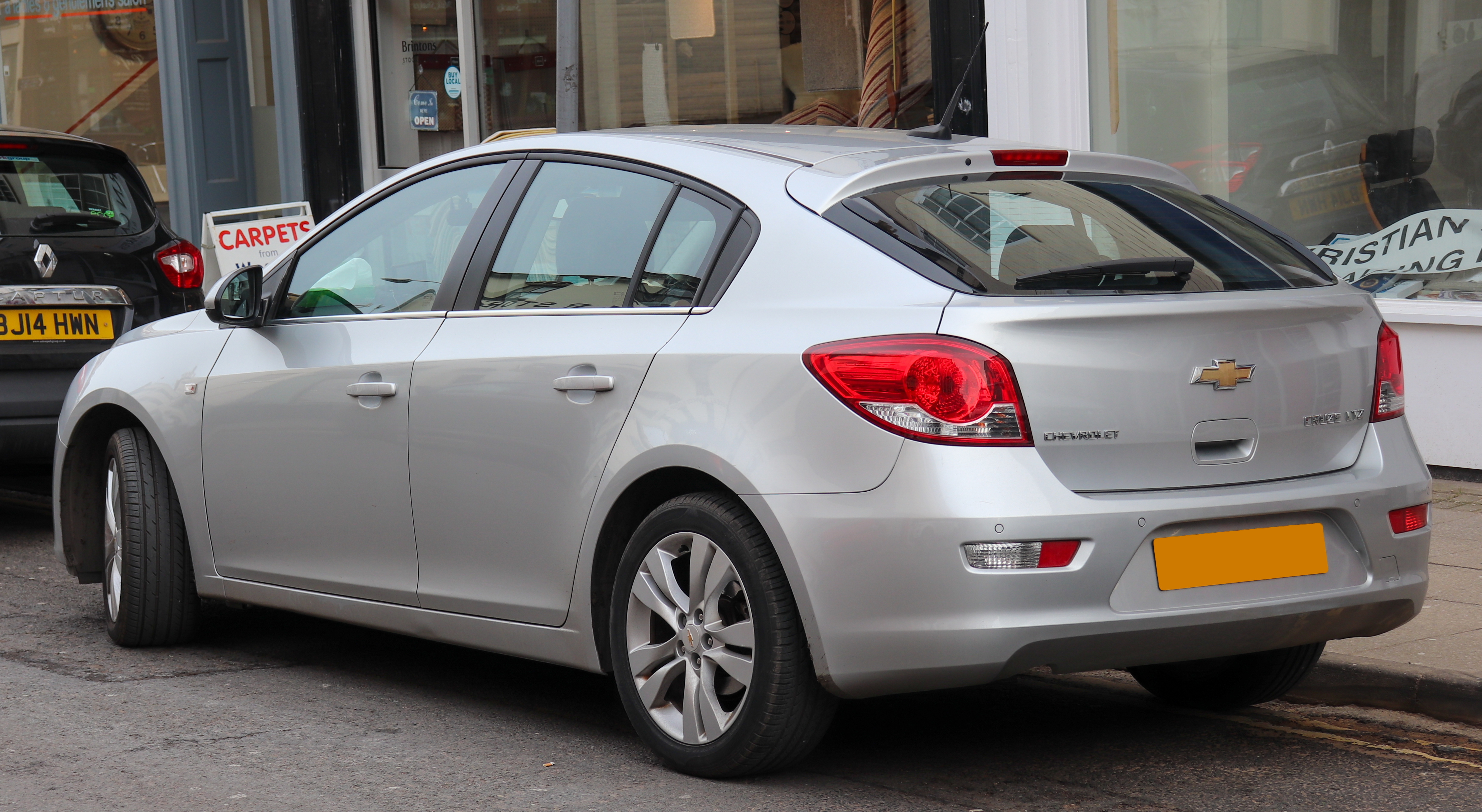
쉐보레 더 퍼팩트 크루즈 5 후측면
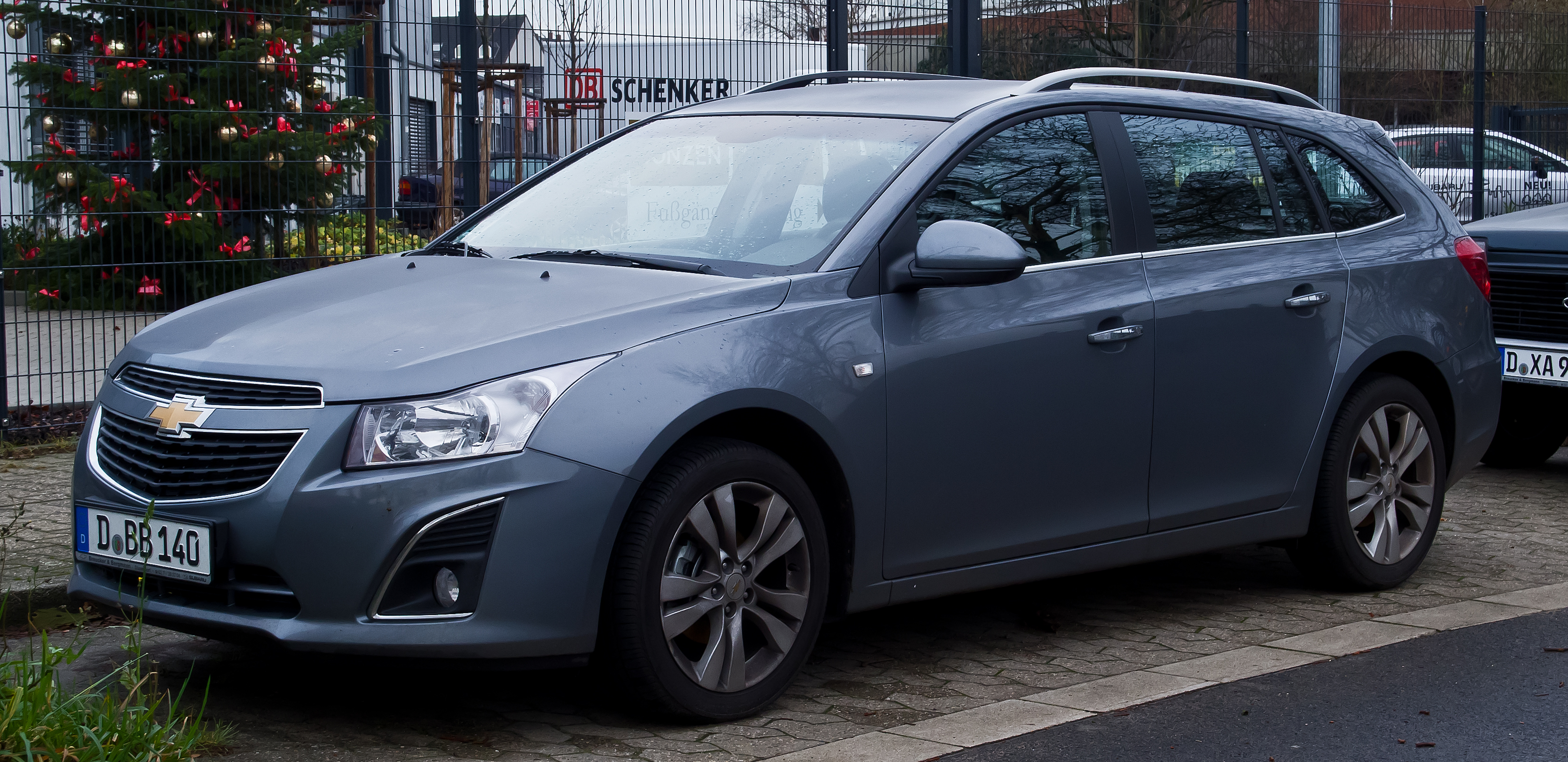
쉐보레 더 퍼팩트 크루즈 스테이션 왜건 정측면
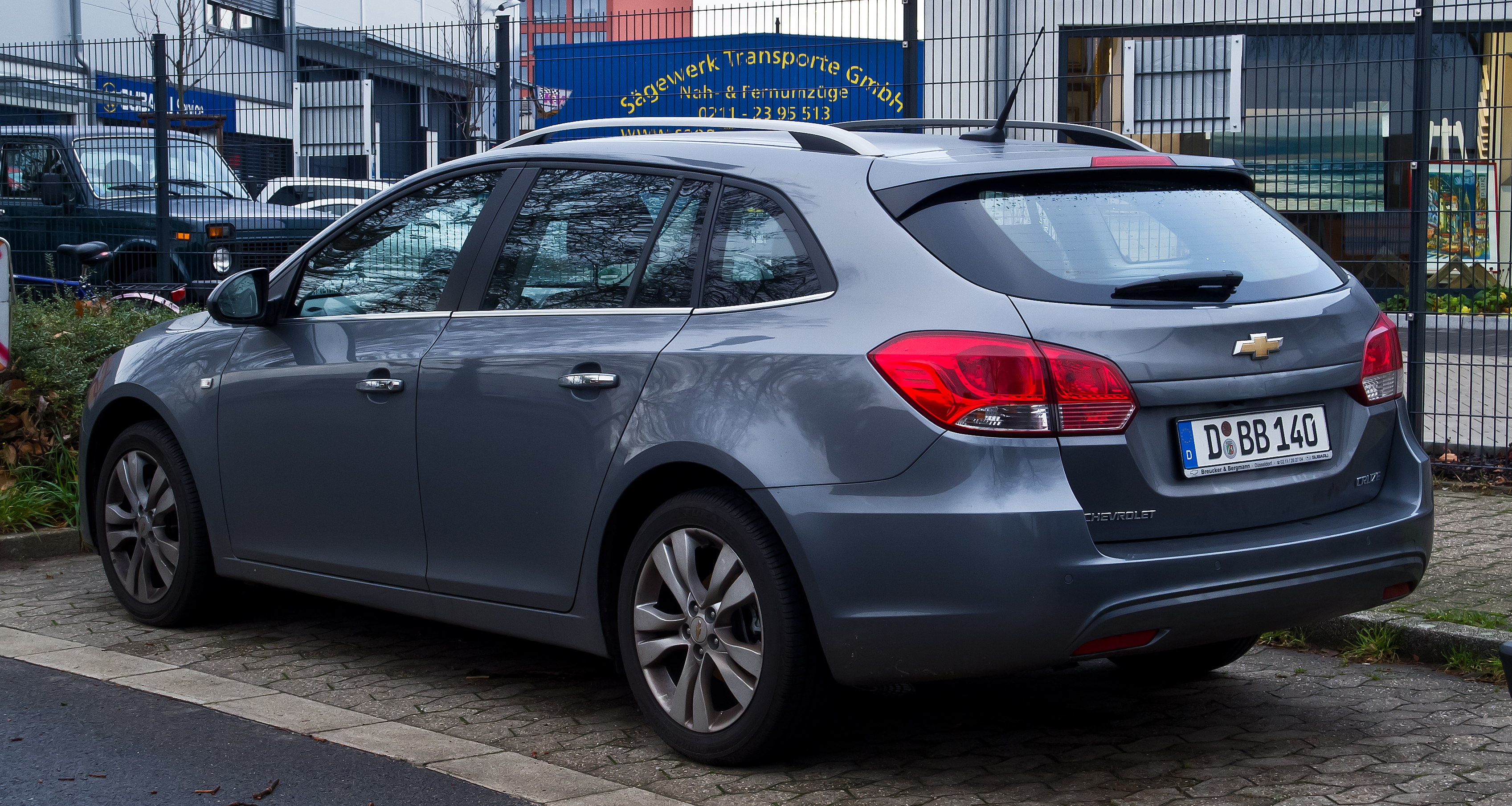
쉐보레 더 퍼팩트 크루즈 스테이션 왜건 후측면

### 어메이징 뉴 크루즈(2015년1월~2017년1월)

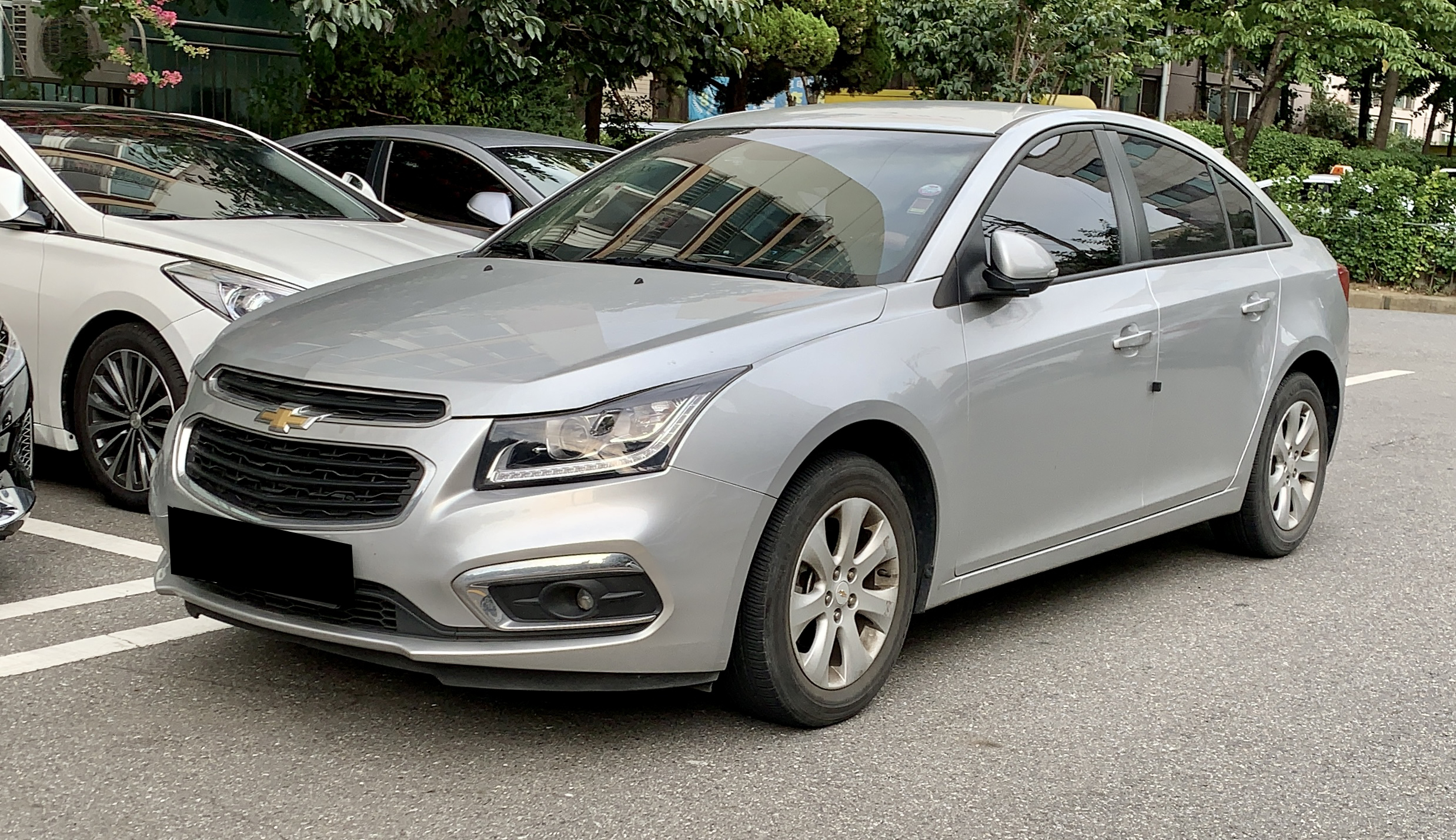
쉐보레 어메이징 뉴 크루즈 정측면

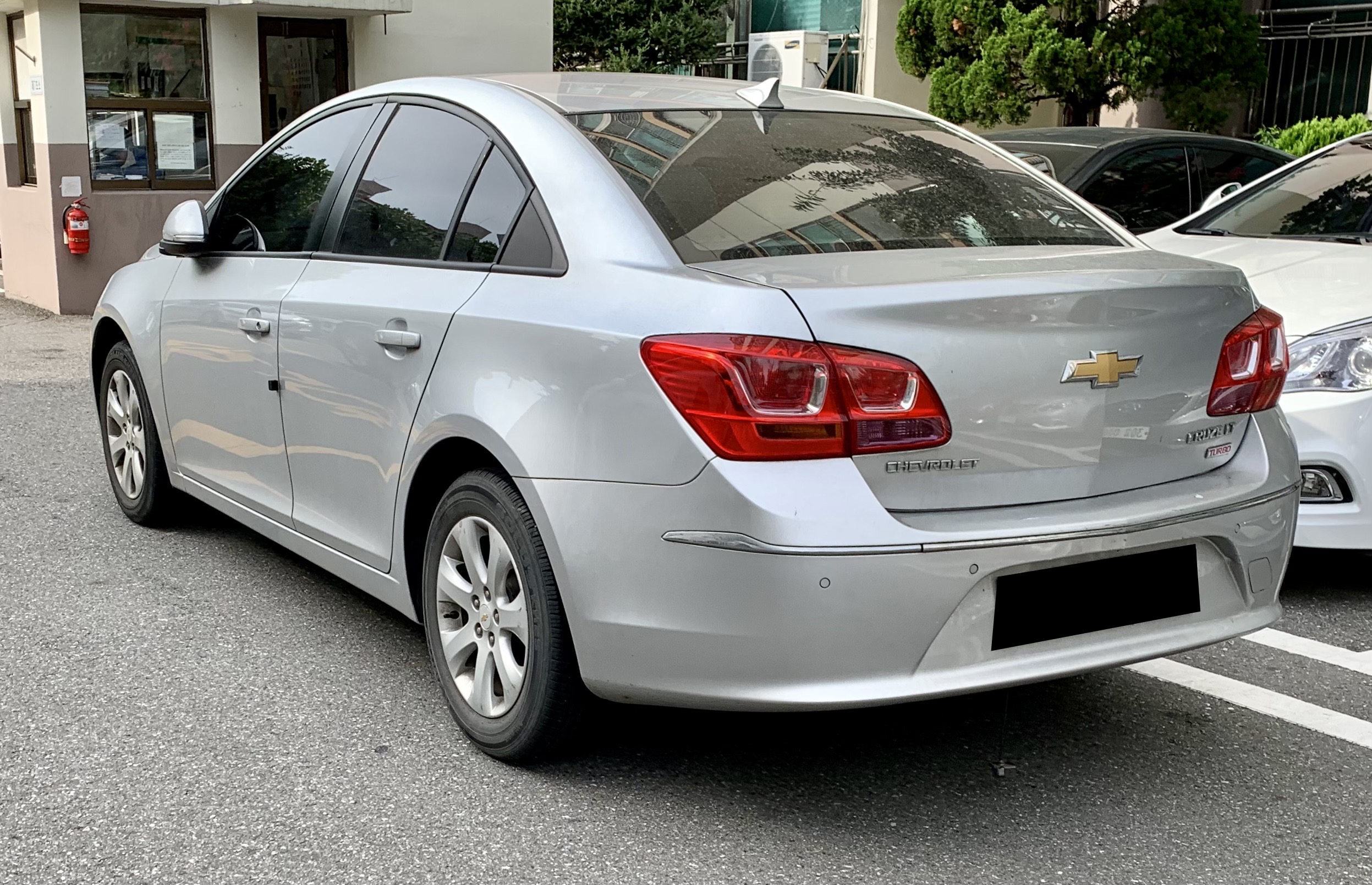
쉐보레 어메이징 뉴 크루즈 후측면

2015년 1월 22일에 출시되었다. 페이스 리프트를 거쳐 이중으로 나눠진 듀얼 포트 크롬 라디에이터 그릴과 LED 포지셔닝 램프가 새롭게 적용되었다. 뒷 번호판 장착 위치가 트렁크 리드에서 범퍼 하단으로 옮겨졌고, 리어 램프는 듀얼 스퀘어 모양으로 바뀌었다. 인테리어 색상으로 브라운 톤의 새들 업 색상이 추가되었다. 같은 해 7월 16일에는 프로젝션 헤드 램프와 신규 익스테리어 색상이 적용된 2016년형이 출시되었다. 2.0L 디젤 엔진은 2016년형에서 제외되었으며, 10월 12일에는 블랙 바디 컬러와 스페셜 데칼, 17인치 블랙 알루미늄 휠 등이 적용된 퍼펙트 블랙 에디션이 선보였다. 2016년 2월 17일에 유로 6 규제를 충족시키는 1.6L 디젤 엔진이 추가되었으며, 출시에 앞서 사전 계약이 실시되었다.

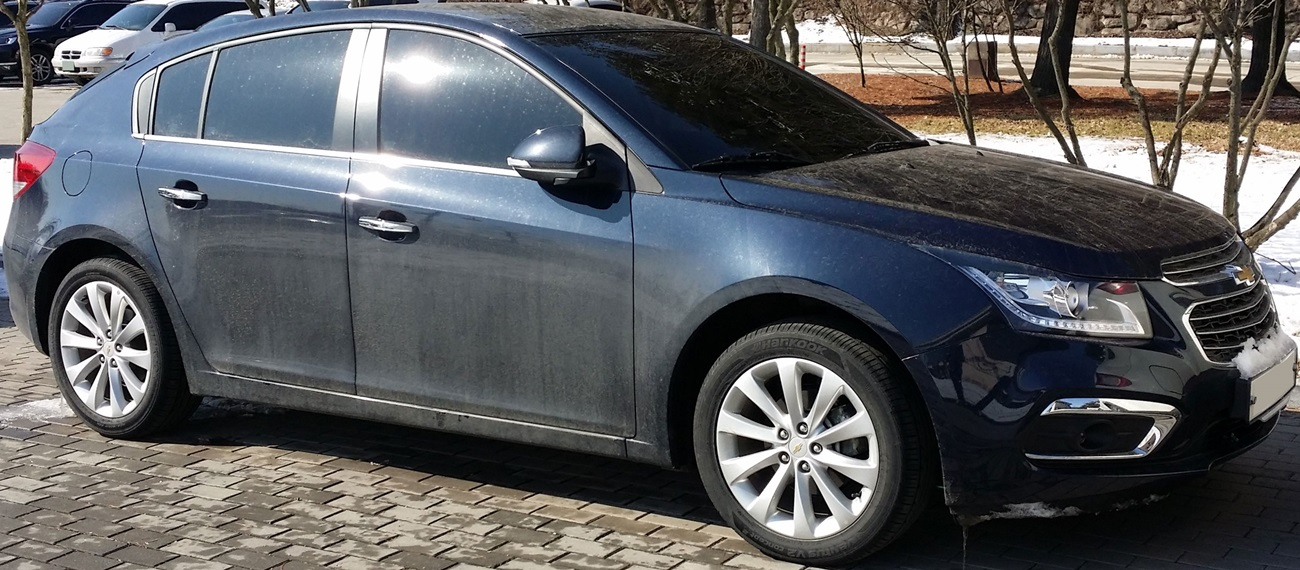
쉐보레 어메이징 뉴 크루즈 5 정측면
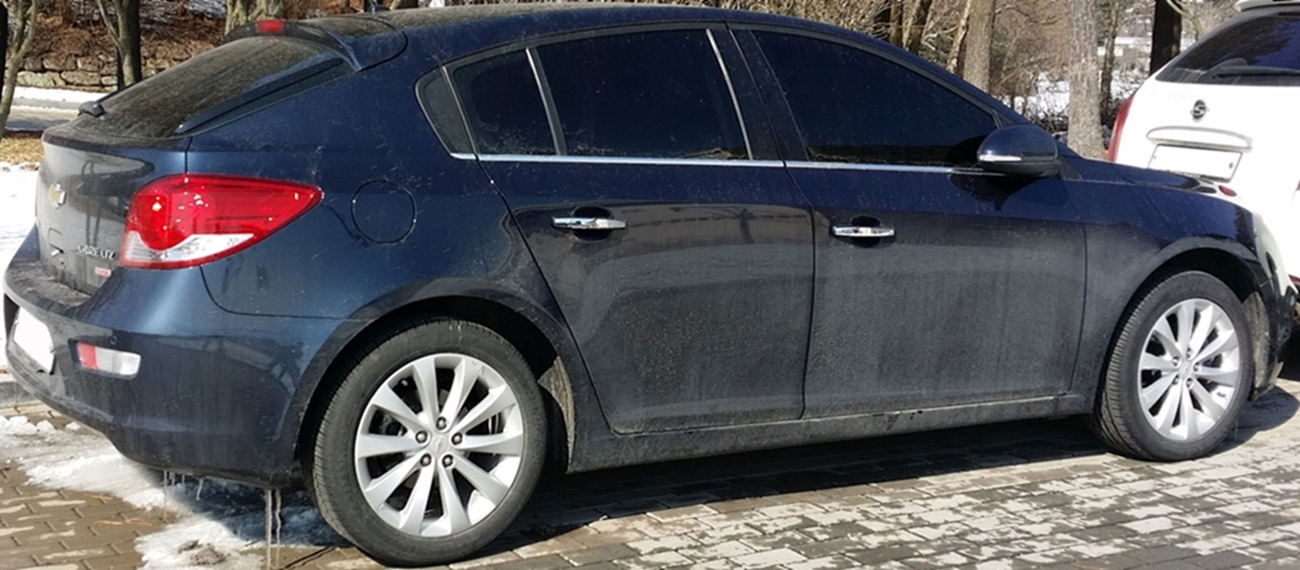
쉐보레 어메이징 뉴 크루즈 5 후측면
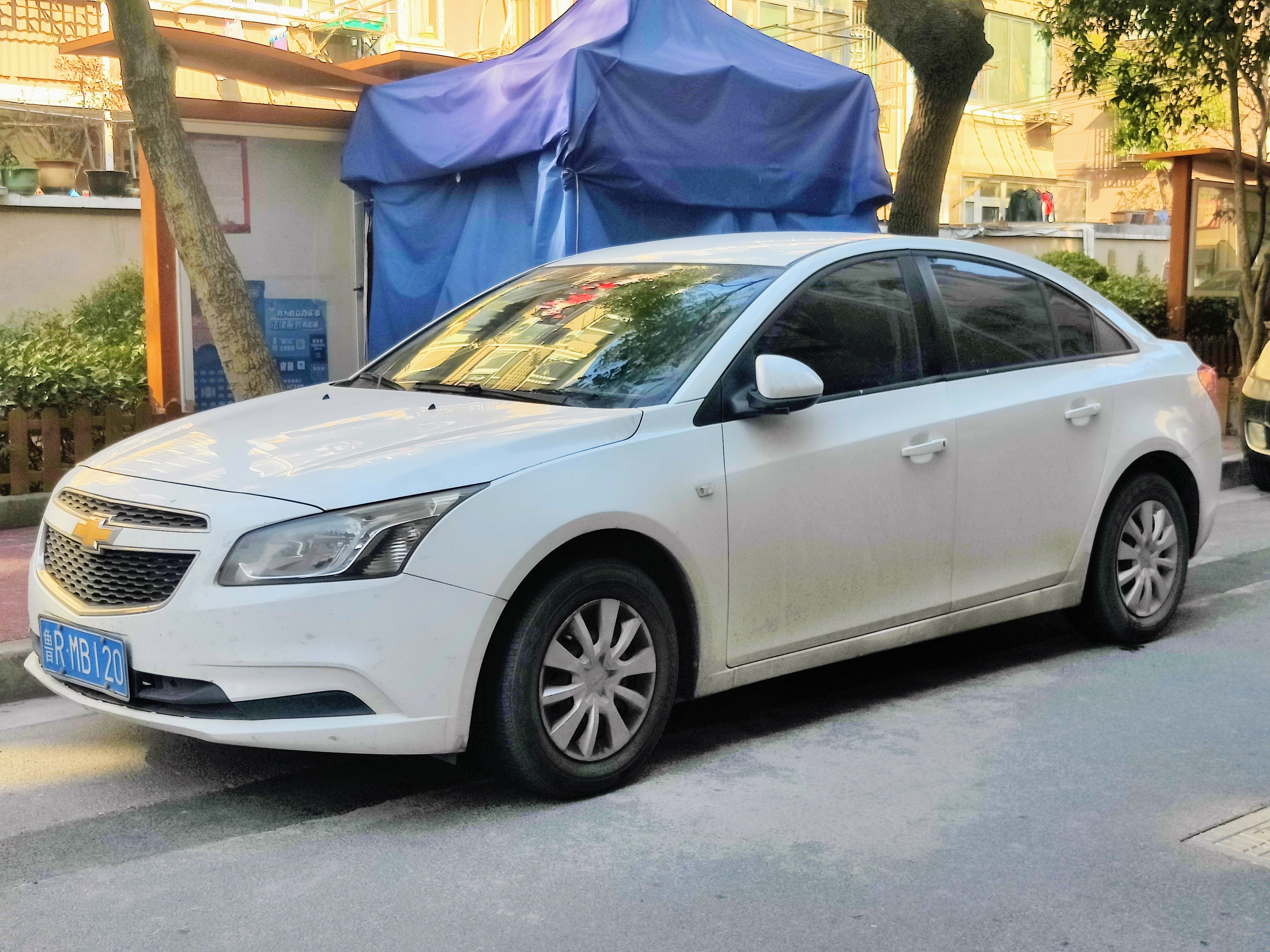
쉐보레 어메이징 뉴 크루즈 (중국 현지 차종) 정측면
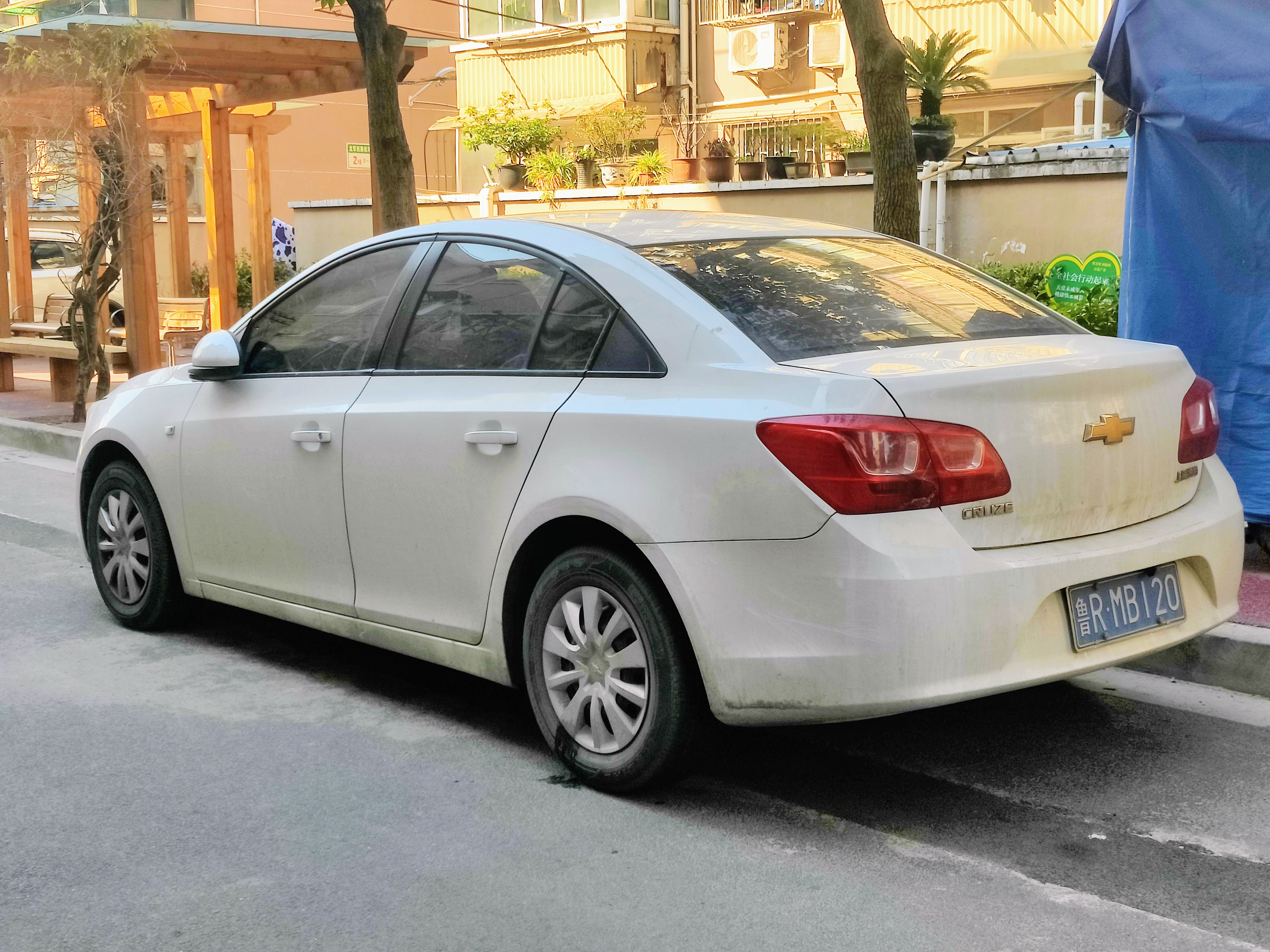
쉐보레 어메이징 뉴 크루즈 (중국 현지 차종) 후측면

#### 라인업

##### 어메이징 뉴 크루즈(세단)
- 1.4 LT 디럭스팩(가솔린 터보)
- 1.4 LTZ(가솔린 터보)
- 1.4 퍼펙트 블랙(가솔린 터보)
- 1.8 LS(가솔린)
- 1.8 LT(가솔린)
- 1.8 LT 디럭스팩(가솔린)
- 1.8 LTZ(가솔린)
- 1.8 퍼펙트 블랙(가솔린)
- 1.6 LT 디럭스팩(디젤)
- 1.6 LTZ(디젤)

##### 어메이징 뉴 크루즈 5(해치백)
- 1.4 LTZ(가솔린 터보)
- 1.8 LTZ(가솔린)

| 구분                 | 어메이징 뉴 크루즈(세단) 1.4L 가솔린 터보 | 어메이징 뉴 크루즈(세단) 1.8L 가솔린   | 어메이징 뉴 크루즈(세단) 1.6L 디젤      | 어메이징 뉴 크루즈(세단) 2.0L 디젤      | 어메이징 뉴 크루즈 5(해치백) 1.4L 가솔린 터보 | 어메이징 뉴 크루즈 5(해치백) 1.8L 가솔린 |
| -------------------- | ----------------------------------------- | -------------------------------------- | --------------------------------------- | --------------------------------------- | --------------------------------------------- | ---------------------------------------- |
| 전장 (mm)            | 4,640                                     | 4,640                                  | 4,640                                   | 4,640                                   | 4,515                                         | 4,515                                    |
| 전폭 (mm)            | 1,790                                     | 1,790                                  | 1,790                                   | 1,790                                   | 1,790                                         | 1,790                                    |
| 전고 (mm)            | 1,475                                     | 1,475                                  | 1,475                                   | 1,475                                   | 1,475                                         | 1,475                                    |
| 축거 (mm)            | 2,685                                     | 2,685                                  | 2,685                                   | 2,685                                   | 2,685                                         | 2,685                                    |
| 윤거 (전, mm)        | 1,545                                     | 1,545                                  | 1,545                                   | 1,545                                   | 1,545                                         | 1,545                                    |
| 윤거 (후, mm)        | 1,560                                     | 1,560                                  | 1,560                                   | 1,560                                   | 1,560                                         | 1,560                                    |
| 승차 정원            | 5명                                       | 5명                                    | 5명                                     | 5명                                     | 5명                                           | 5명                                      |
| 변속기               | 자동 6단                                  | 자동 6단                               | 자동 6단                                | 자동 6단                                | 자동 6단                                      | 자동 6단                                 |
| 서스펜션 (전/후)     | 맥퍼슨 스트럿/토션 빔                     | 맥퍼슨 스트럿/토션 빔                  | 맥퍼슨 스트럿/토션 빔                   | 맥퍼슨 스트럿/토션 빔                   | 맥퍼슨 스트럿/토션 빔                         | 맥퍼슨 스트럿/토션 빔                    |
| 구동 형식            | 전륜 구동                                 | 전륜 구동                              | 전륜 구동                               | 전륜 구동                               | 전륜 구동                                     | 전륜 구동                                |
| 엔진 형식            | A14NET                                    | F18D4                                  | LVL                                     | Z20D1                                   | A14NET                                        | F18D4                                    |
| 연료                 | 가솔린                                    | 가솔린                                 | 디젤                                    | 디젤                                    | 가솔린                                        | 가솔린                                   |
| 배기량 (cc)          | 1,362                                     | 1,796                                  | 1,598                                   | 1,998                                   | 1,362                                         | 1,796                                    |
| 최고 출력 (ps/rpm)   | 140/6,000                                 | 142/6,300                              | 134/3,500~4,000                         | 163/3,800                               | 140/6,000                                     | 142/6,300                                |
| 최대 토크 (kg*m/rpm) | 20.4/3,000~4,500                          | 18.0/3,800                             | 32.6/2,000~2,250                        | 36.7/1,750~2,750                        | 20.4/3,000~4,500                              | 18.0/3,800                               |
| 연비 (km/L)          | 도심 11.2/고속 14.7/복합 12.6(자동 6단)   | 도심 9.8/고속 13.7/복합 11.3(자동 6단) | 도심 13.6/고속 17.2/복합 15.0(자동 6단) | 도심 11.4/고속 16.0/복합 13.1(자동 6단) | 도심 11.2/고속 14.7/복합 12.6(자동 6단)       | 도심 9.8/고속 13.3/복합 11.1(자동 6단)   |
| Co2 배출량 (g/km)    | 138(자동 6단)                             | 156(자동 6단)                          | 130(자동 6단)                           | 152(자동 6단)                           | 138(자동 6단)                                 | 158(자동 6단)                            |

## 2세대(D2LC)

### 올 뉴 크루즈(2017년1월~2018년7월(내수)/2023년12월 29일(해외))

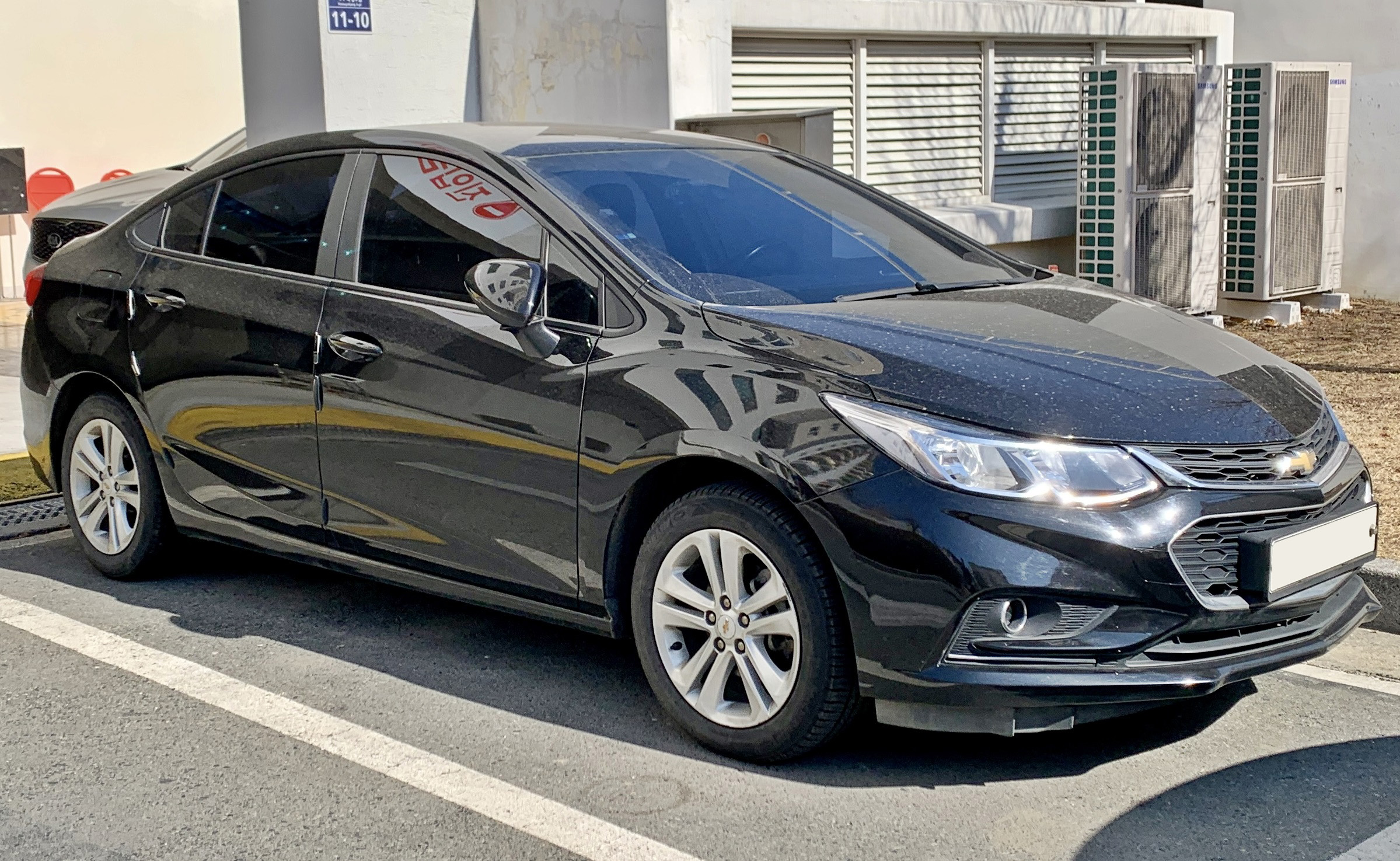
쉐보레 올 뉴 크루즈 (세단) 정측면

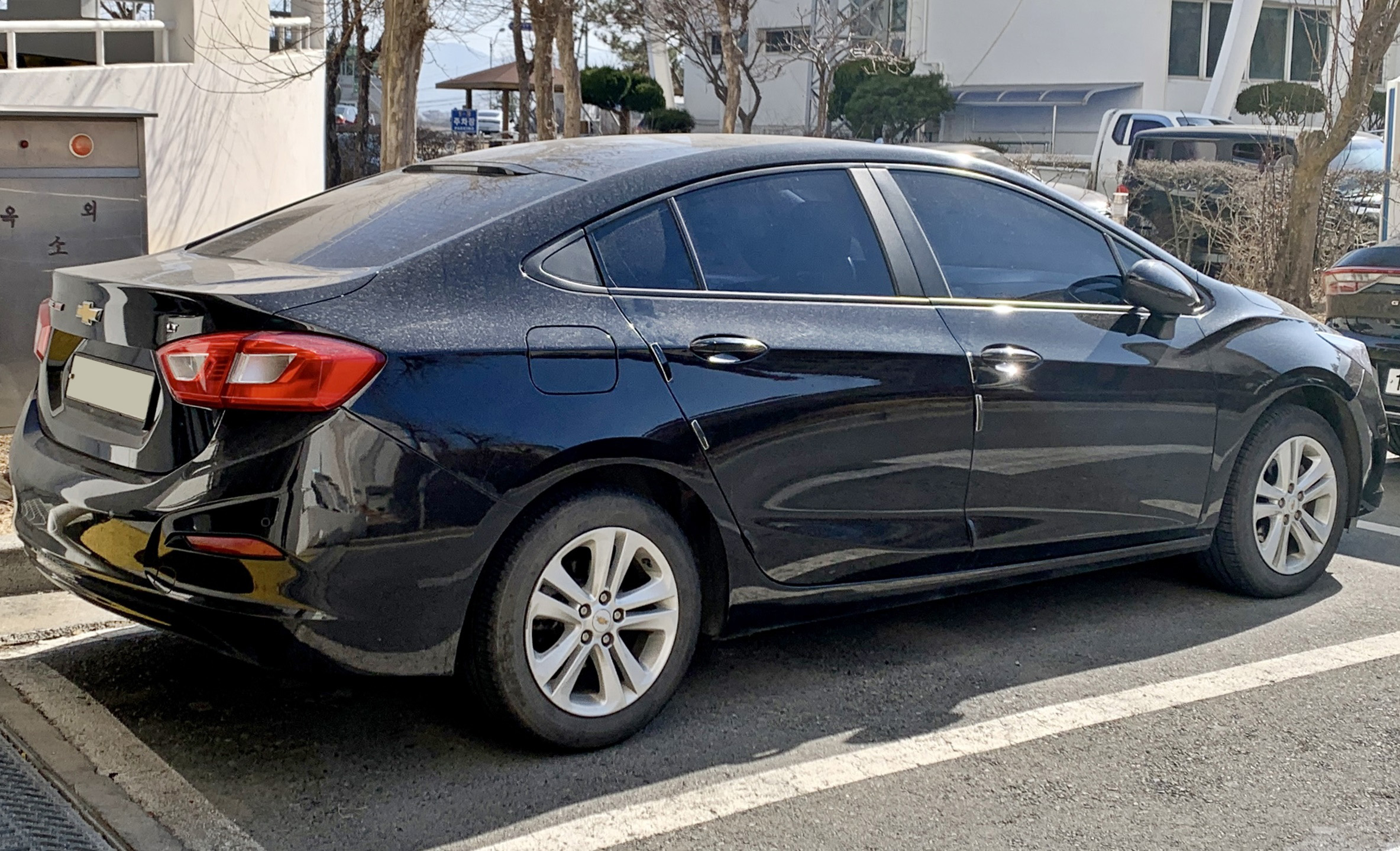
쉐보레 올 뉴 크루즈 (세단) 후측면

2017년 1월 17일에 출시되었다. 동급 최대의 차체 크기를 지녔고, 낮은 공기 저항 계수(0.28Cd)를 실현하였다. 차체 크기가 커졌음에도 이전보다 공차 중량을 최대 110kg까지 줄였다. 쉐보레의 새로운 패밀리 룩으로 자리잡은 듀얼 포트 라디에이터 그릴과 볼륨감 있는 입체적인 캐릭터 라인이 적용되었다. 듀얼 콕핏 센터페시아를 중심으로 하는 인테리어는 인체 공학적인 설계가 적용되었으며, 실내 공간 확대와 소재 품질 향상에 주력하였다. 차체의 74.6%에 초고장력 및 고장력 강판을 적용되었고, 성형에도 유리한 첨단 소부경화강 적용 비율을 21%까지 높여 높은 수준의 안전성을 확보하였다. 같은 해 3월 8일부터는 가격이 높다는 반응에 따라 가격을 낮추었고, 신규 고객들은 물론 사전 계약한 고객들에게도 동일하게 적용하였다. 한국 GM의 경영난으로 인한 적자로 인해 회생하기 위한 구조조정으로 인해 군산 공장을 폐쇄함에 따라 2018년 7월 올란도와 함께 생산이 완전히 중단됐고 재고차량이 판매되다 단종되었다. 이로써, 옛 대우자동차 시절 로얄 XQ로 시작되었던 한국GM의 준중형차 라인업은 역사속으로 사라졌다. 또한 11월에는 미국 제너럴 모터스의 구조조정을 이유로 로즈타운 공장 폐쇄를 선언하였고, 이후 북아메리카와 중화인민공화국에서도 각각 2019년 3월과 2020년에 단종되었다. 하지만 아르헨티나에서는 당분간 페이스리프트를 거쳐 계속 판매되었는데, 2023년 12월 29일에 단종 수순에 들어갔다. 크루즈의 단종 이후에는 트랙스 크로스오버가 크루즈의 자리를 간접적으로 메웠는데, 실제로 GM에서도 트랙스 크로스오버가 크루즈를 재창조한 모델이라고 언급하였다.

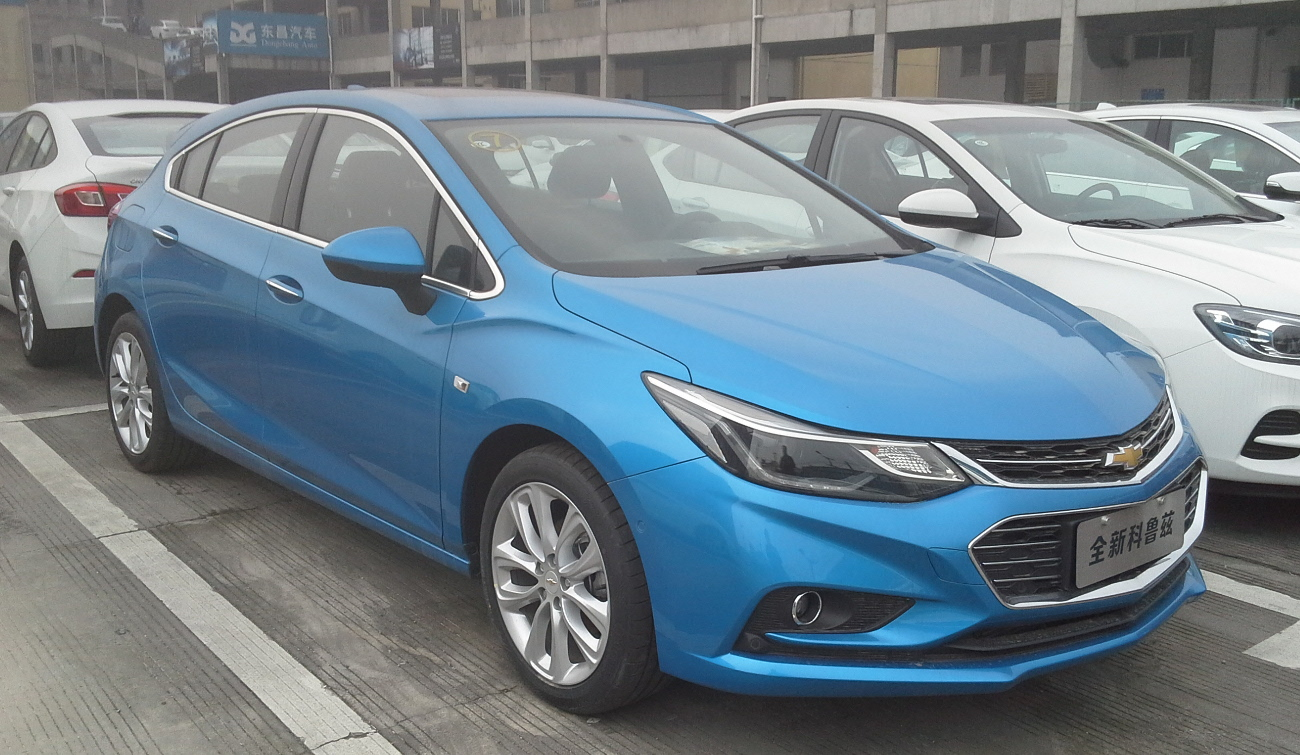
쉐보레 올 뉴 크루즈 (해치백) 정측면
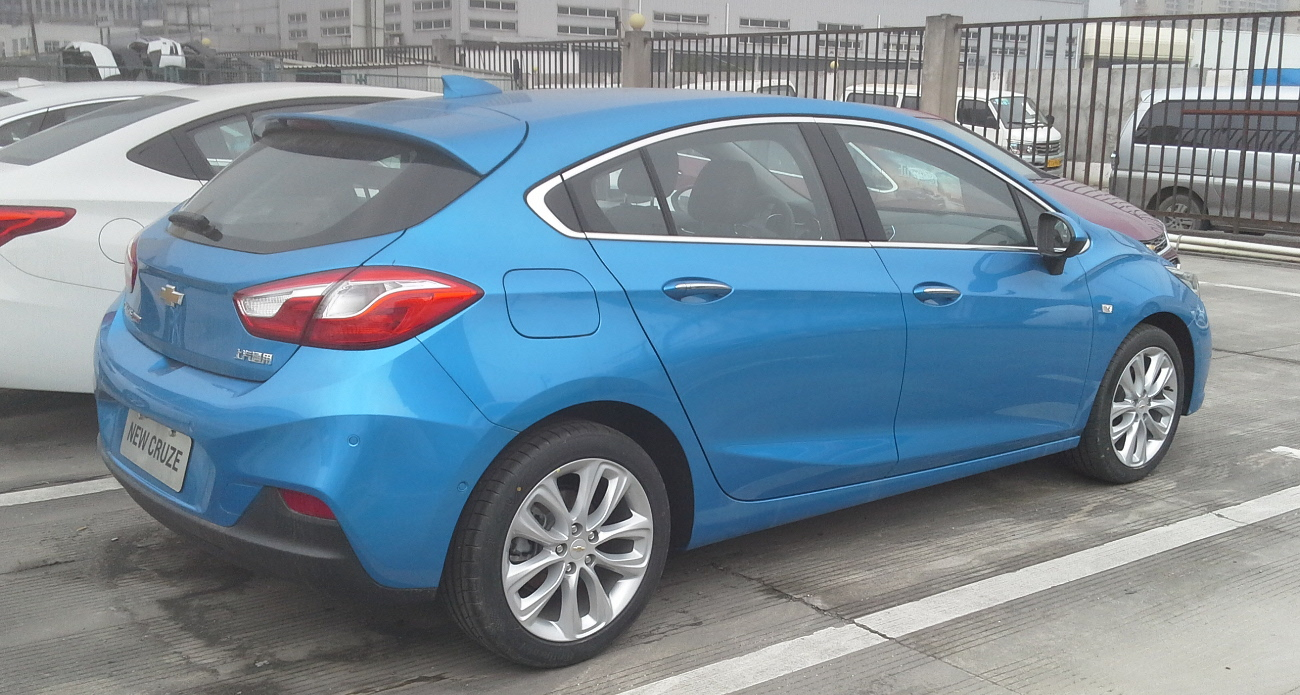
쉐보레 올 뉴 크루즈 (해치백) 후측면

#### 라인업

##### 올 뉴 크루즈(세단)
- 1.4 LS(가솔린 터보)
- 1.4 LT(가솔린 터보)
- 1.4 LT 디럭스(가솔린 터보)
- 1.4 LTZ(가솔린 터보)
- 1.4 LTZ 디럭스(가솔린 터보)
- 1.6 LS(디젤)
- 1.6 LT(디젤)
- 1.6 LT 디럭스(디젤)
- 1.6 LTZ(디젤)
- 1.6 LTZ 디럭스(디젤)

##### 올 뉴 크루즈(해치백)
- 1.4 LS(가솔린 터보)
- 1.4 LT(가솔린 터보)
- 1.4 LT 디럭스(가솔린 터보)
- 1.4 LTZ(가솔린 터보)
- 1.4 LTZ 디럭스(가솔린 터보)
- 1.6 LS(디젤)
- 1.6 LT(디젤)
- 1.6 LT 디럭스(디젤)
- 1.6 LTZ(디젤)
- 1.6 LTZ 디럭스(디젤)

| 구분                 | 올 뉴 크루즈 1.4L 가솔린 터보                                                         | 올 뉴 크루즈 1.6L 디젤                                                                |
| -------------------- | ------------------------------------------------------------------------------------- | ------------------------------------------------------------------------------------- |
| 전장 (mm)            | 4,665                                                                                 | 4,665                                                                                 |
| 전폭 (mm)            | 1,805                                                                                 | 1,805                                                                                 |
| 전고 (mm)            | 1,465 1,470(선택 사양 적용 시)                                                        | 1,465 1,475(선택 사양 적용 시)                                                        |
| 축거 (mm)            | 2,700                                                                                 | 2,700                                                                                 |
| 윤거 (전, mm)        | 1,540                                                                                 | 1,540                                                                                 |
| 윤거 (후, mm)        | 1,558                                                                                 | 1,558                                                                                 |
| 승차 정원            | 5명                                                                                   | 5명                                                                                   |
| 변속기               | 자동 6단                                                                              | 자동 6단                                                                              |
| 서스펜션 (전/후)     | 맥퍼슨 스트럿/토션 빔                                                                 | 맥퍼슨 스트럿/토션 빔                                                                 |
| 구동 형식            | 전륜 구동                                                                             | 전륜 구동                                                                             |
| 엔진 형식            | A14NET                                                                                | LVL                                                                                   |
| 연료                 | 가솔린                                                                                | 디젤                                                                                  |
| 배기량 (cc)          | 1,399                                                                                 | 1,598                                                                                 |
| 최고 출력 (ps/rpm)   | 153/5,600                                                                             | 134/3,500 ~ 4,000                                                                     |
| 최대 토크 (kg*m/rpm) | 24.5/2,400 ~ 3,600                                                                    | 32.6/2,000 ~ 2,250                                                                    |
| 연료 탱크 용량 (L)   | 52                                                                                    | 52                                                                                    |
| 요소수 탱크 용량 (L) | -                                                                                     | -                                                                                     |
| 연비 (km/L)          | 도심 12.1/고속 15.5/복합 13.5(16/17인치 휠)/ 도심 11.6/고속 14.4/복합 12.8(18인치 휠) | 도심 14.6/고속 18.0/복합 16.0(16/17인치 휠)/ 도심 14.2/고속 17.4/복합 15.5(18인치 휠) |
| Co2 배출량 (g/km)    | 124(16/17인치 휠)/ 132(18인치 휠)                                                     | 117(16/17인치 휠)/ 121(18인치 휠)                                                     |

## 역대 슬로건

### 1세대(J300)
- Perfect Balance (크루즈)
- Sexy & Smart (크루즈 5)
- STYLE. PERFORMANCE. (크루즈)
- CRUZE IS REAL (크루즈)
- MY 1st IDENTITY (어메이징 뉴 크루즈)

### 2세대(D2LC)
- ALL NEW CRUZE is coming (올 뉴 크루즈)
- 오늘, 가장 멋진 (올 뉴 크루즈)

## 경쟁 차종
- 현대자동차 - 아반떼, i30
- 기아자동차 - K3
- 르노코리아자동차 - SM3
- 혼다 - 시빅
- 토요타 - 코롤라
- 폭스바겐 - 제타, 골프
- 스코다 - 라피드
- 세아트 - 레온
- 포드 - 포커스
- 닛산 - 센트라
- 마쓰다 - 3
- 오펠 - 아스트라
- 푸조 - 308
- 르노 - 메간, 플루언스